# Cordyceps novae-zelandiae
Cordyceps novae-zelandiae är en svampart som beskrevs av Dingley 1953. Cordyceps novae-zelandiae ingår i släktet Cordyceps och familjen Cordycipitaceae.   Inga underarter finns listade i Catalogue of Life.